# Agromyza abyssinica
Agromyza abyssinica este o specie de muște din genul Agromyza, familia Agromyzidae, descrisă de Spencer în anul 1964.
Este endemică în Etiopia. Conform Catalogue of Life specia Agromyza abyssinica nu are subspecii cunoscute.